# 10369 Сінден
10369 Сінден (10369 Sinden) — астероїд головного поясу, відкритий 8 лютого 1995 року.
Тіссеранів параметр щодо Юпітера — 3,238.